# Gömböc

Un gömböc que torna a la seva posició d'equilibri estable

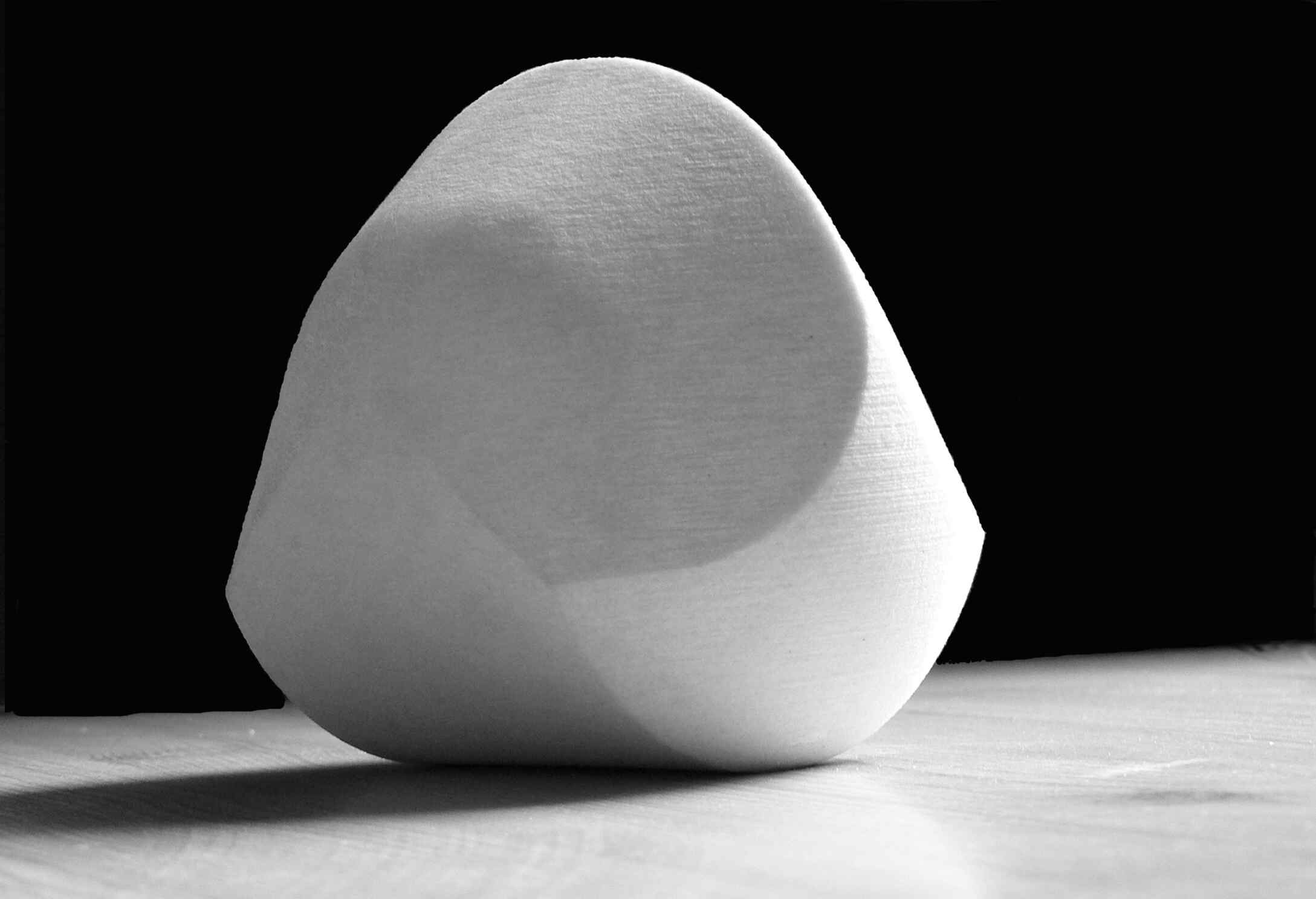
Un gömböc, figura monomonoestàtica, en posició d'equilibri estable

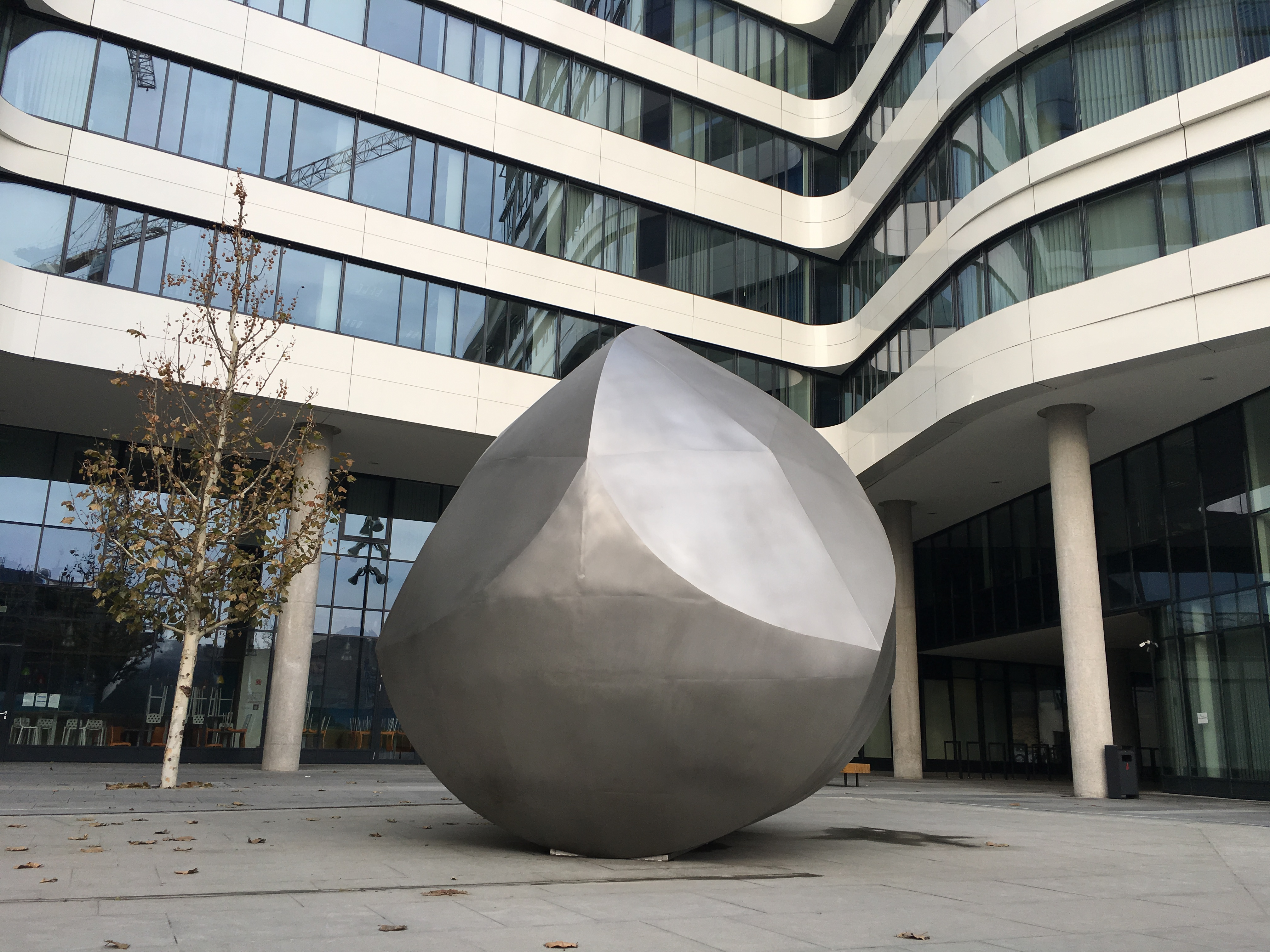
Escultura d'un gömböc de 4.5 m d'altura, situada al barri de Corvin de Budapest, Hongria (2017)

Un gömböc o gomboc (en català) (pronunciació en original hongarès: /ˈɡømbøt͡s/) és un cos convex tridimensional homogeni, que quan reposa sobre una superfície plana, té un sol punt d'equilibri estable i un altre d'inestable. La seva existència va ser conjecturada pel matemàtic rus Vladímir Arnold el 1995 i provada el 2006 pels científics hongaresos Gábor Domokos i Péter Várkonyi. La forma del gömböc no és única; té innombrables varietats, la major part de les quals són molt prop d'una esfera i totes tenen una tolerància de forma molt estricta (aproximadament de 0,1 mm per 100 mm).
La solució més famosa té una part superior afilada, com es mostra en la imatge. La seva forma va ajudar a explicar l'estructura corporal d'algunes tortugues en relació amb la seva capacitat per tornar a la posició d'equilibri després d'estar al revés. S'han donat còpies de gömböc a diverses institucions i museus, i la més gran es va presentar a l'Exposició Universal 2010 a Xangai, a la Xina. Al desembre del 2017, es va instal·lar una escultura de 4.5 m d'altura d'un gömböc al barri Corvin a Budapest, Hongria.

## Nom
Si s'analitza quantitativament pel que fa a planor i grossor, és el cos monomonoestàtic descobert més semblant a una esfera, a part de la mateixa esfera. A causa d'això, va ser anomenat gömböc, que significa un diminutiu de gömb ("esfera" en hongarès). Originalment, el gömböc és un aliment semblant a una salsitxa: un estómac farcit de carn de porc assaonada, similar a un haggis. Un gomboc (plural en hongarès gombocok) també és una bola de pasta dolça feta amb prunes i una pasta de patata.

## Història

Quan un saltamartí és empès, l'altura del centre de massa s'eleva de la línia verda fins a la línia taronja, desplaçant-se de la vertical del punt de contacte amb el sòl.

En geometria, un cos amb una sola posició de repòs estable es denomina "monoestàtic", i el terme "monomonoestàtic" s'ha encunyat per a descriure un cos que, a més, té un sol punt d'equilibri inestable (el poliedre monoestàtic conegut anteriorment no es considera, puix que té tres punts d'equilibri inestable). Una esfera llastada perquè el seu centre de masses es desplaci del centre geomètric és un cos monomonoestàtic. Un exemple comú és un saltamartí (vegeu figura de l'esquerra). No solament té un centre de massa baix, sinó també té una forma específica. En estat d'equilibri, el centre de massa i el punt de contacte estan en la línia perpendicular al sòl. Quan s'empeny la joguina, el seu centre de massa s'eleva i també s'allunya d'aquesta línia. Això produeix un moment redreçament que fa tornar la joguina a la posició d'equilibri.
Els exemples anteriors d'objectes monomonostàtics són necessàriament no homogenis, és a dir, la densitat del seu material varia en el cos. La qüestió de si és possible construir un cos tridimensional que sigui monomonoestàtic però també homogeni i convex va ser formulada pel matemàtic rus Vladímir Arnold el 1995. El requisit de ser convex és essencial, puix que és trivial de construir un cos monomonoestàtic no convex (un exemple seria una bola amb una cavitat a l'interior). Convex significa que una línia dreta entre dos punts qualssevol del cos es troba dins del cos, o, en altres paraules, que la superfície no té regions enfonsades, sinó que sobresurten cap a fora (o almenys són planes) en cada punt. Ja era ben sabut, a partir d'una generalització geomètrica i topològica del teorema dels quatre vèrtexs clàssic, que una corba plana té almenys quatre valors extremes de la seva curvatura, específicament, almenys dos màxims locals i almenys dos mínims locals (vegeu figura de la dreta), la qual cosa significa que un objecte monomonoestàtic (convex) no existeix en dues dimensions. Mentre que una suposició comuna era que un cos tridimensional també hauria de tenir almenys quatre extrems, Arnold conjecturà que aquest nombre podria ser més petit.

## Solució matemàtica

Una el·lipse (vermell) i la sevaevoluta (blau), mostrant els quatre vèrtexs de la corba. Cada vèrtex correspon a una cúspide de l'evoluta.

La forma característica del gömböc.

El problema va ser resolt en 2006 per Gábor Domokos i Péter Várkonyi. Domokos és enginyer i és el cap de Mecànica, Materials i Estructures a la Universitat de Tecnologia i Economia de Budapest. Des de 2004, ha estat el membre més jove de l'Acadèmia Hongaresa de Ciències. Várkonyi es va formar com a arquitecte; va ser alumne de Domokos i medallista d'argent en l'Olimpíada Internacional de Física de 1997. Després de romandre com a investigador postdoctoral a la Universitat de Princeton en 2006–2007, va assumir una posició de professor ajudant a la Universitat de Tecnologia i Economia de Budapest. Domokos havia treballat anteriorment en cossos monomonoestàtics. El 1995 va conèixer Arnold en una gran conferència de matemàtiques a Hamburg, en la qual Arnold va presentar una exposició plenària que il·lustrava que la majoria dels problemes geomètrics tenen quatre solucions o punts extrems. No obstant això, en una discussió personal, Arnold va posar en dubte si quatre és un requisit per als cossos monomonoestàtics i va encoratjar Domokos a cercar exemples amb menys equilibris.
La prova rigorosa de la solució es pot trobar en les referències del seu treball. El resum dels resultats és que el cos convex homogeni tridimensional (monomonoestàtic), que té un sol punt d'equilibri estable i inestable, existeix i no és únic. Tals cossos són difícils de visualitzar, descriure o identificar. La seva forma és diferent de qualsevol representant típic de qualsevol altra classe geomètrica d'equilibri. Han de tenir una "planesa" mínima i, per a evitar de tenir dos equilibris inestables, també han de tenir una "primesa" mínima. Són els sols objectes no degenerats que tenen al mateix temps una planesa i una primesa mínimes. La forma d'aquests cossos és molt sensible a petites variacions, fora de les quals, ja no són monomonoestàtics. Per exemple, la primera solució de Domokos i Várkonyi s'assemblava molt a una esfera, amb una desviació de forma de sol 10−5. Es va descartar, ja que era extremadament difícil de provar experimentalment. La seva solució publicada era menys sensible; no obstant això, té una tolerància de forma de 10−3, que és de 0.1 mm per a una grandària de 10 cm.
Domokos i la seva esposa van desenvolupar un sistema de classificació de formes basat en els seus punts d'equilibri mitjançant l'anàlisi de pedres i anotant els seus punts d'equilibri. En un experiment, van analitzar 2000 còdols collits a les platges de l'illa grega de Rodes i no hi van trobar cap cos monomonoestàtic, la qual cosa il·lustra la dificultat de trobar o construir un cos així.
La solució de Domokos i Várkonyi té vores corbes i s'assembla a una esfera amb una part superior aixafada. En la figura superior, descansa en el seu equilibri estable. La seva posició d'equilibri inestable s'obté girant la figura 180° al voltant d'un eix horitzontal. Teòricament, hi descansarà, però la pertorbació més petita el tornarà al punt estable. El gömböc matemàtic té, de fet, propietats de tipus esfèric. En particular, la seva planor i la seva primor són mínimes, i est és l'únic tipus d'objecte no degenerat amb aquesta propietat. Domokos i Várkonyi s'interessen trobar una solució polièdrica amb una superfície que consisteixi en un nombre mínim de plans. Per tant, ofereixen un premi a qualsevol persona que trobi aquesta solució, la qual cosa equival a 10.000 dòlars dividits pel nombre de plànols de la solució. Evidentment, es pot aproximar la superfície curvilínia d'un gömböc amb un nombre finit de superfícies discretes, encara que s'estima que caldrà milers de plans per a aconseguir-ho. Esperen, oferint aquest premi, estimular una solució radicalment diferent de la seva.

## Relació amb els animals

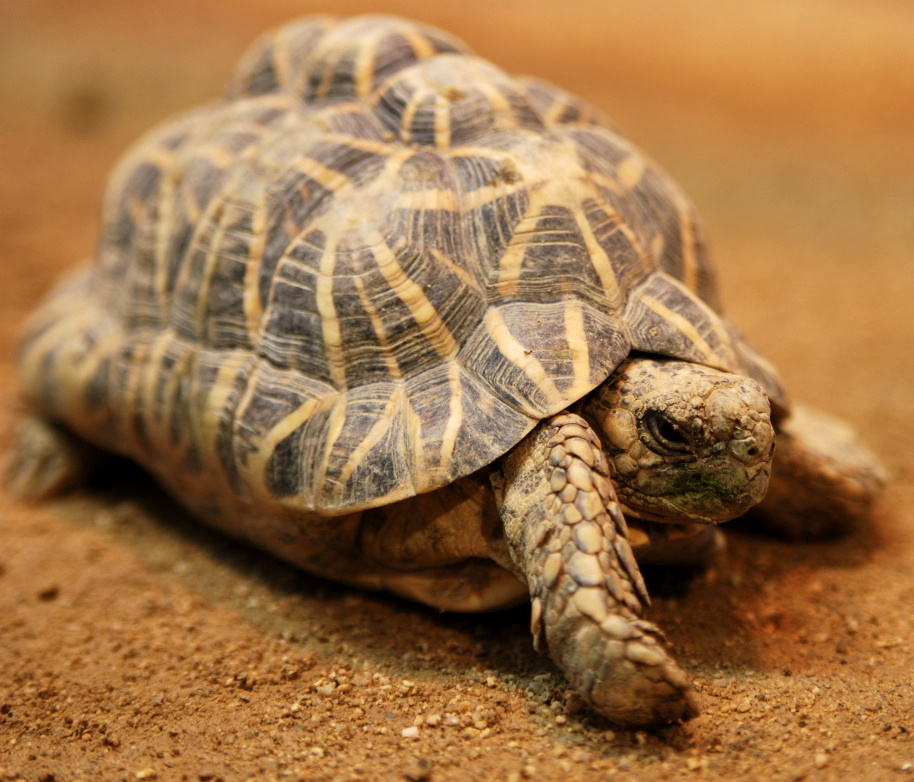
La forma de la tortuga geochelone elegans recorda un gömböc. Aquest animal roda fàcilment sense dependre gaire de les seves extremitats.

Les propietats d'equilibri del gömböc s'associen amb la "resposta de redreçament", la capacitat de tornar-se cap enrere quan està al revés, d'animals amb closca com a tortugues i escarabats. Això pot ocórrer en una baralla o durant l'atac de depredadors, i és crucial per a la seva supervivència. La presència d'un sol punt estable i inestable en un gömböc significa que tornarà a una posició d'equilibri sense importar com s'empenyi o giri. Mentre que els animals relativament plans (com els escarabats) depenen en gran manera de la impulsió i embranzida que donen en moure les seves extremitats i ales, les extremitats de moltes tortugues en forma de cúpula són massa curtes per ser útils per a redreçar-se.
Domokos i Várkonyi van passar un any a mesurar tortugues en el parc zoològic de Budapest, el Museu Hongarès d'Història Natural i diverses botigues d'animals a Budapest, digitalitzant i analitzant-ne les closques, i intentant d"explicar" les formes i funcions de llurs cossos amb un treball de geometria. El seu primer article de biologia va ser rebutjat cinc vegades, però finalment va ser acceptat per la revista de biologia "Proceedings of the Royal Society". Després es va popularitzar immediatament en diverses ressenyes de notícies científiques, incloses les de les revistes científiques més prestigioses com "Nature" i "Science".
El model presentat es pot resumir així: les closques planes en tortugues són un avantatge per a nedar i cavar. Ara, les vores afilades de la closca dificulten el rodament. Aquestes tortugues generalment tenen cames i coll llargs i els usen activament per a empènyer-se contra el terra, per a tornar a la posició normal si es col·loquen de cap per avall. Al contrari, les tortugues "rodones" fàcilment es redrecen soles; les que tenen extremitats més curtes i les utilitzen poc per a recuperar l'equilibri perdut, encara que sempre caldria una mica de moviment de l'extremitat a causa de la forma imperfecta de la closca, les condicions del sòl, etc. Les closques rodones també resisteixen millor l'esclafament per mossegada d'un depredador i són millors per a la regulació tèrmica.

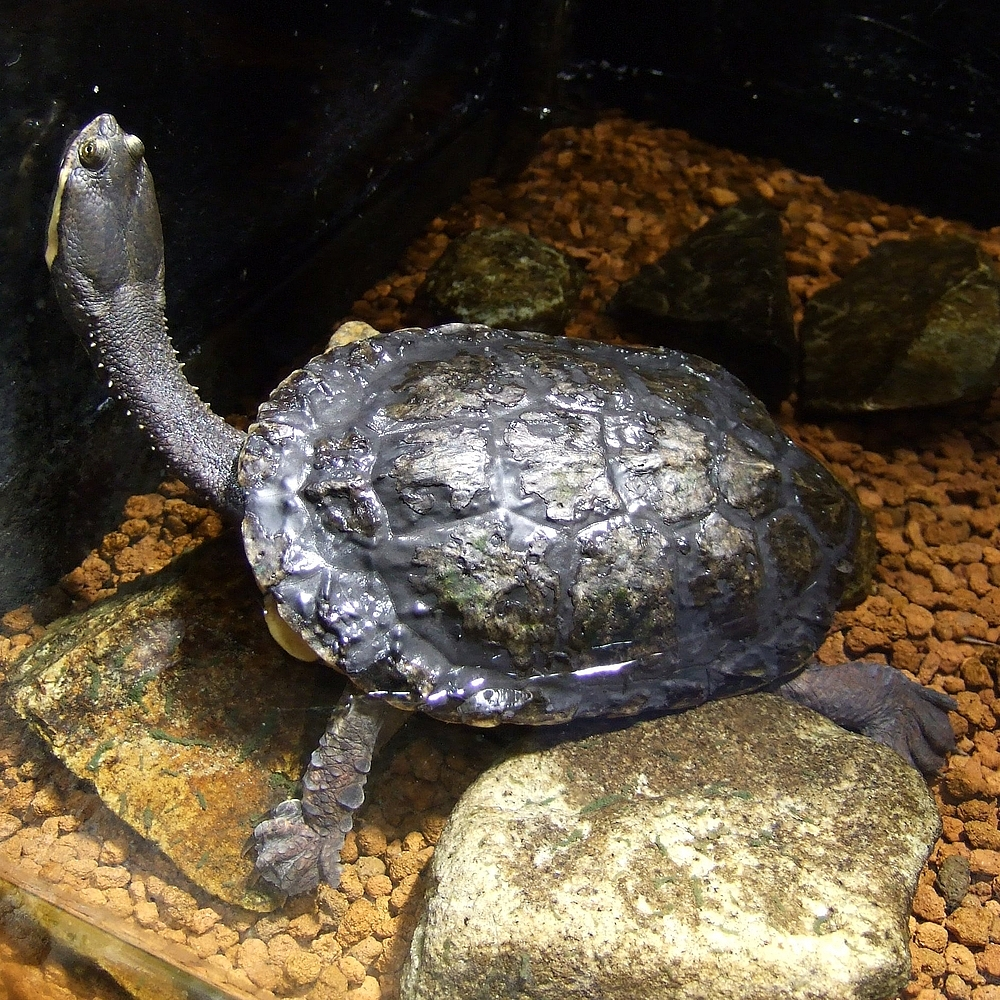
La hydromedusa tectifera és un exemple d'una tortuga plana, que se sosté en el seu llarg coll i cames per a voltejar-se quan es col·loca de cap per avall

L'explicació de la forma del cos de la tortuga, utilitzant la teoria del Gömböc, ja ha estat acceptada per alguns biòlegs. Per exemple, Robert McNeill Alexander, un dels pioners de la biomecànica moderna, la va utilitzar en la seva conferència plenària sobre optimització en evolució el 2008.
No es coneixen altres aplicacions pràctiques dels gömböcs, probablement perquè és una solució exòtica per a un cas idealitzat de sòlid homogeni. Encara que la recuperació de l'equilibri és crucial en àrees com la robòtica, normalment s'aconsegueix simplement fent que les parts inferiors siguin més pesants.

## Producció
L'estricta tolerància de forma dels gömböcs en va dificultar la producció. El primer prototip d'un gömböc es va fabricar a l'estiu del 2006 amb tecnologia tridimensional de prototipatge ràpid. Tanmateix, la seva precisió era per sota dels requisits, i el gömböc sovint restava embussat en una posició intermediària en lloc de tornar a l'equilibri estable. La tecnologia es va millorar augmentant la precisió espacial al nivell requerit i utilitzant diversos materials de construcció. En particular, els sòlids transparents (especialment de colors clares) són visualment atractius, puix que demostren la composició homogènia. Els materials actuals pels gömböcs inclouen diversos metalls i aliatges, plàstics com el plexiglàs, pedres com el marbre, ceràmica, i plàstic modelat per injecció. Les propietats d'equilibri d'un gömböc es veuen afectades per defectes mecànics i pols tant en el seu cos com en la superfície sobre la qual descansa. Si es fa malbé, el procés de restauració de la forma original és més complex que produir-ne un de nou. Encara que en teoria les propietats d'equilibri no haurien de dependre del material i la grandària de l'objecte, en la pràctica, tant els gömböcs més grossos com els més feixucs tenen més bones possibilitats de tornar al punt d'equilibri en cas de defectes.
Domokos i Várkonyi van presentar el primer gömböc com a present per a Vladimir Arnold a l'avinentesa del seu 70è anniversari. Un dels gömböcs més grossos té cap a 3 metres d'altura i 3 metres d'ample. Es va exhibir en l'exposició principal del pavelló hongarès a l'Exposició Universal 2010 de Xangai, a la Xina.

## Mitjans de comunicació
La invenció del gömböc ha estat en el focus d'atenció del públic i els mitjans de comunicació, amb el precedent del gran succés d'un altre hongarès, l'inventor Ernő Rubik, quan va dissenyar el cub de Rubik el 1974. Per aquesta descoberta, Domokos i Várkonyi van ser condecorats amb l'Ordre del Mèrit de la República d'Hongria. The New York Times Magazine va seleccionar el gömböc com una de les 70 idees més interessants de l'any 2007.
El lloc web Stamp News mostra els nous segells emesos el 30 d'abril de 2010 per Hongria, que il·lustren un gömböc en diferents posicions. Els fullets de segells van disposats de tal manera que el gömböc sembla prendre vida quan es capgira el fullet. Els segells es van emetre en associació amb el gömböc en exhibició en l'Expo Mundial 2010 (del 1r de maig al 31 d'octubre). L'esdeveniment també va ser cobert per la revista Linn's Stamp News.
En la sèrie d'Internet Video Game High School, un antropomorfitzat Gömböc és l'antagonista d'un joc infantil creat pel personatge Ki Swan en l'episodi de la temporada 1 "Qualsevol joc a la casa".
El joc de rol webcomic Darths and Droids va presentar un Gömböc com un dau unilateral el setembre de 2018.